# 鹿麻產車站
鹿麻產（鹿滿）車站位於台灣嘉義縣竹崎鄉，為林務局阿里山林業鐵路阿里山線之鐵路車站。

## 車站構造
- 為一木造式車站。
- 站旁的站長宿舍於2006年整修完成但未開放，雖在2018年完成補照程序，但因內部毀損依舊未開放，僅開放車站周圍。[1]

## 利用狀況
- 本站原因阿里山公路（台18線）通車而廢站，但又於2019年4月16日再度回復列車停靠。
- 配合車站整修工程，自2023年7月7日起暫停列車停靠，2025年元月15日改點後恢復客運服務。[2]
- 車站附近設有公車站牌可轉乘5條市區公車。

## 歷史
- 1910年10月1日：「鹿蔴產」停車場設站[3]。
- 1920年10月1日：改稱為「鹿麻產」[4]。
- 1982年11月16日：本站廢止。
- 2004年12月：木造站房才依舊觀重新整建，恢復昔日風貌。
- 2007年7月15日：例假日行駛的檜木列車恢復固定停靠本站。
- 2008年3月：檜木列車不再固定停靠本站。
- 2019年4月16日：恢復定期客運業務。
- 2023年7月7日：配合車站站體整修，即日起暫停列車停靠。
- 2025年1月10日：整修完成，恢復客運服務。5月17日：正式啟用。

## 外部連結
- 鹿麻產車站（阿里山林業鐵路）（页面存档备份，存于）

23°30′15″N 120°31′53″E / 23.504228446393917°N 120.5314671507378°E